# Glaning

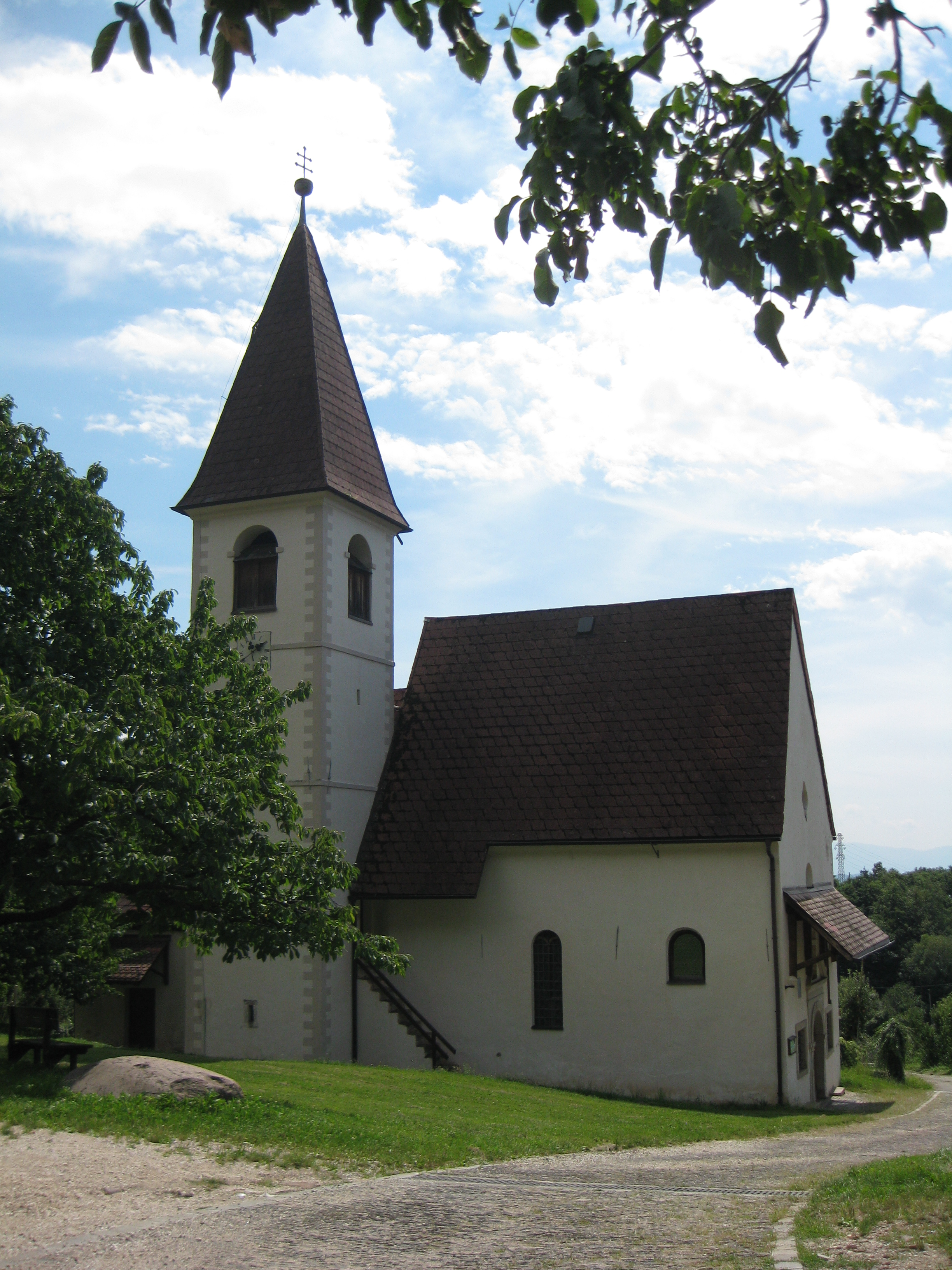
St. Martin in Glaning

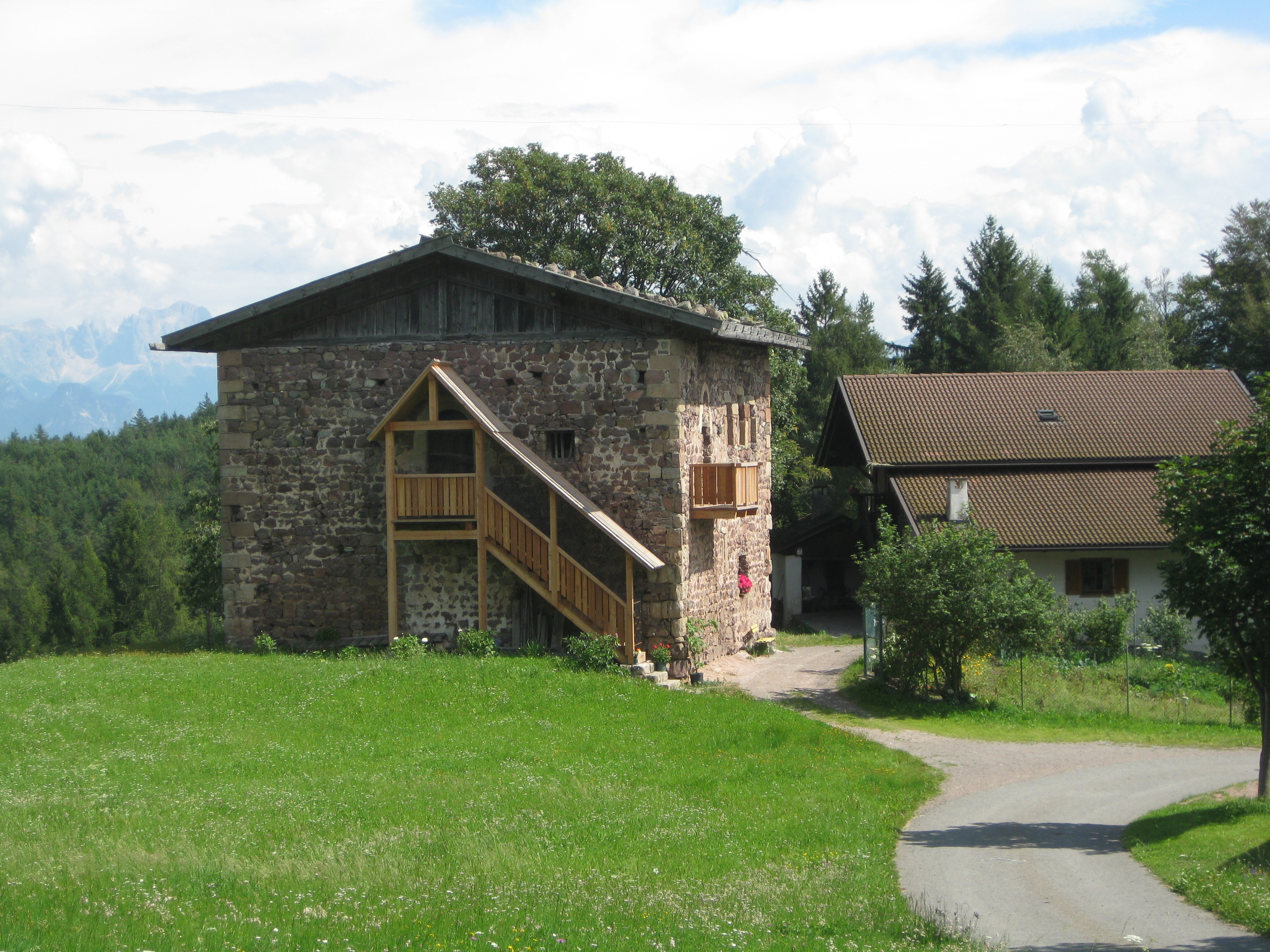
Der Hof Steifler in Oberglaning, ein spätmittelalterlicher Wohnturm mit regelmäßig geschichtetem Sichtmauerwerk

Glaning (italienisch Cologna) ist eine Streusiedlung der Gemeinde Jenesien bei Bozen in Südtirol.
Der Weiler befindet sich an der Südwestabdachung des Tschögglbergs, eines sich zwischen dem Etschtal und dem Sarntal erhebenden Bergrückens der Sarntaler Alpen, und schließt den Guntschnaberg ab. Er besteht aus Oberglaning und Unterglaning und nimmt Höhenlagen zwischen 700 m und 1200 m ein. Die höchste Erhebung ist der Alten (Altenberg) mit 1223 m.
Die Siedlung besteht aus verstreuten Höfen und Häusern. Ihren Mittelpunkt markiert die spätgotische St.-Martins-Kirche beim Messnerhof, eine Expositur der Benediktiner der Abtei Muri-Gries, deren Bau bereits 1334 bezeugt ist. Ihr ist der von Bozen aus ins Auge springende Wernerbichl vorgelagert.
Die alten, seit dem 13. und 14. Jahrhundert urkundlich bezeugten Formen des Toponyms sind Glænie, Glanie, Glänie de sancto Jenesio, Gleni, Glänie und Glany. Auch ist in Bozen seit dem frühen 14. Jahrhundert der Herkunftsname Glaninger (Glaenyer, Glænier, Glanier) bezeugt. Im Atlas Tyrolensis von 1774 wird die Örtlichkeit als Glanig bezeichnet. 

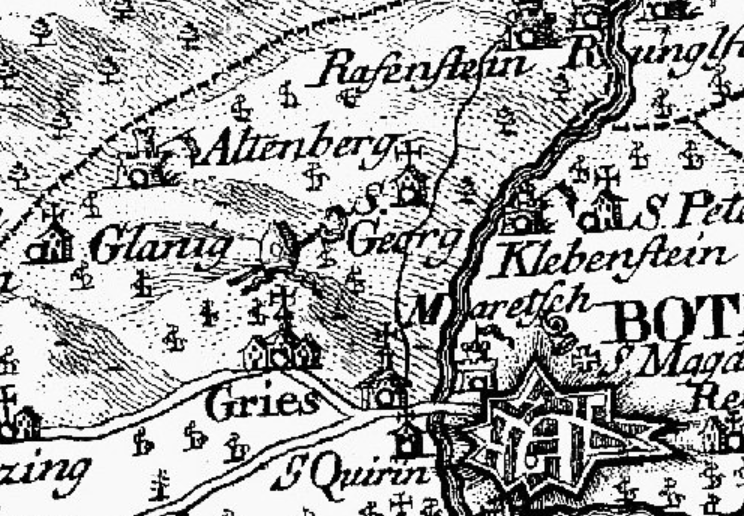
„Glanig“ auf dem Atlas Tyrolensis von 1774

Zu den ältesten Hofstellen Glanings gehören in Oberglaning Steifler (mit einem Wohnturm des 14. Jahrhunderts), Plattner, Kreuzer, Kerschbaumer, Malgarer und Mair zu Rumsein (bereits 1288 im Urbar Graf Meinhards II. als maierhof ze Rumsin genannt), in Unterglaning Egger, Messner, Möckl, Noner (Parlegg), Noafer (mit moderner Kapelle), Weingartner und Werner.
Glaning ist erreichbar über eine von der von Bozen nach Jenesien führenden Landesstraße auf halber Höhe abzweigenden Nebenstraße. In alter Zeit führte ein heute noch bestehender Saumpfad von Gries-Quirein, ausgehend vom Ansitz Berndorf, über den Guntschnaberg nach Glaning. Der Weg wird seit 1866 von 14 (heute nur noch im oberen Abschnitt erhaltenen) Stationenbildern gesäumt, die im Geiste des Kulturkampfs des späten 19. Jahrhunderts mit bischöflicher Genehmigung als Wallfahrt von Gries nach Glaning konzipiert wurden.